# 方塔內特 (印地安納州)
方塔內特（英語：Fontanet）是位於美國印地安納州維哥縣的一個人口普查指定地區。該地的面積和人口皆未知。

## 地理
方塔內特所處的海拔為高於海平面182米（即597英呎），而該地所採用的時區為UTC-5，即北美東部時區（EST）。同時該地設有夏令時間，為UTC-5調快一小時，即UTC-4（EDT）。